# Argyresthia semipurpurella
Argyresthia semipurpurella is een vlinder uit de familie van de pedaalmotten (Argyresthiidae). De wetenschappelijke naam van de soort werd in 1835 gepubliceerd door Stephens.